# كلة بان (مقاطعة دورة)
كلة بان (بالفارسية: کله بان) هي مستوطنة تقع في قسم تشكن الريفي (مقاطعة دورة) في إيران. يقدر عدد سكانها بـ 278 نسمة .